# 俣野川ダム
俣野川ダム（またのがわダム）は、鳥取県日野郡江府町、一級河川・日野川水系俣野川に建設されたダム。高さ69.3メートルの重力式コンクリートダムで、中国電力の発電用ダムである。同社の大規模揚水式水力発電所・俣野川発電所の下池を形成し、上池・土用ダム湖との間で水を往来させ、最大120万キロワットの電力を発生する。中国電力の水力発電所としては最大の規模である。ダム湖（人造湖）の名は猿飛湖（さるとびこ）という。

## 歴史
戦後、増え続ける電力需要に対し中国電力は新成羽川発電所・南原発電所に続く揚水発電所の建設を計画、鳥取県西部を流れる日野川の支流・俣野川に決定した。俣野川をダムによってせき止め、貯えた水を上池に汲み上げておき、電力が多く消費される時間に発電できるようにするというものである。上池には中国山地の毛無山や金ヶ谷山をはさんで隣県である岡山県真庭郡新庄村に建設する土用ダムを利用することになった。2県をまたぐ揚水発電所としては日本初の試みである。こうした2県にまたがる揚水発電所は、日本では俣野川発電所と、長野県・群馬県境にある東京電力・神流川（かんながわ）発電所の2箇所しかない。
1973年（昭和48年）- 中国電力は俣野川発電所建設に向け調査を開始。

1977年（昭和52年）- 鳥取県・岡山県に対し建設を申し入れる。

1978年（昭和53年）10月 - 第76回電源開発調査審議会にて建設が決定される。

1980年（昭和55年）- 建設工事に着手。

1984年（昭和59年）9月 - 湛水を開始。

1986年（昭和61年）6月 - 設置を完了した水車発電機の揚水運転によって土用ダムの湛水を開始。

同年10月 - 俣野川発電所1号機の営業運転が開始された。

1987年（昭和62年）10月 - 2号機が運転開始。

1995年（平成7年）6月 - 4号機が運転開始。

1996年（平成8年）4月 - 3号機が運転開始。

2006年（平成18年）10月 - 中国電力は土用ダムの計測データが改竄されていた事実を明らかにした。俣野川ダムについても堆砂量データを改竄した事実を認めている。

2006年秋から2007年（平成19年）初頭にかけて相次いで明るみに出た電力会社各社の一連の不祥事は、土用ダムの不正発覚に端を発している。

## 周辺

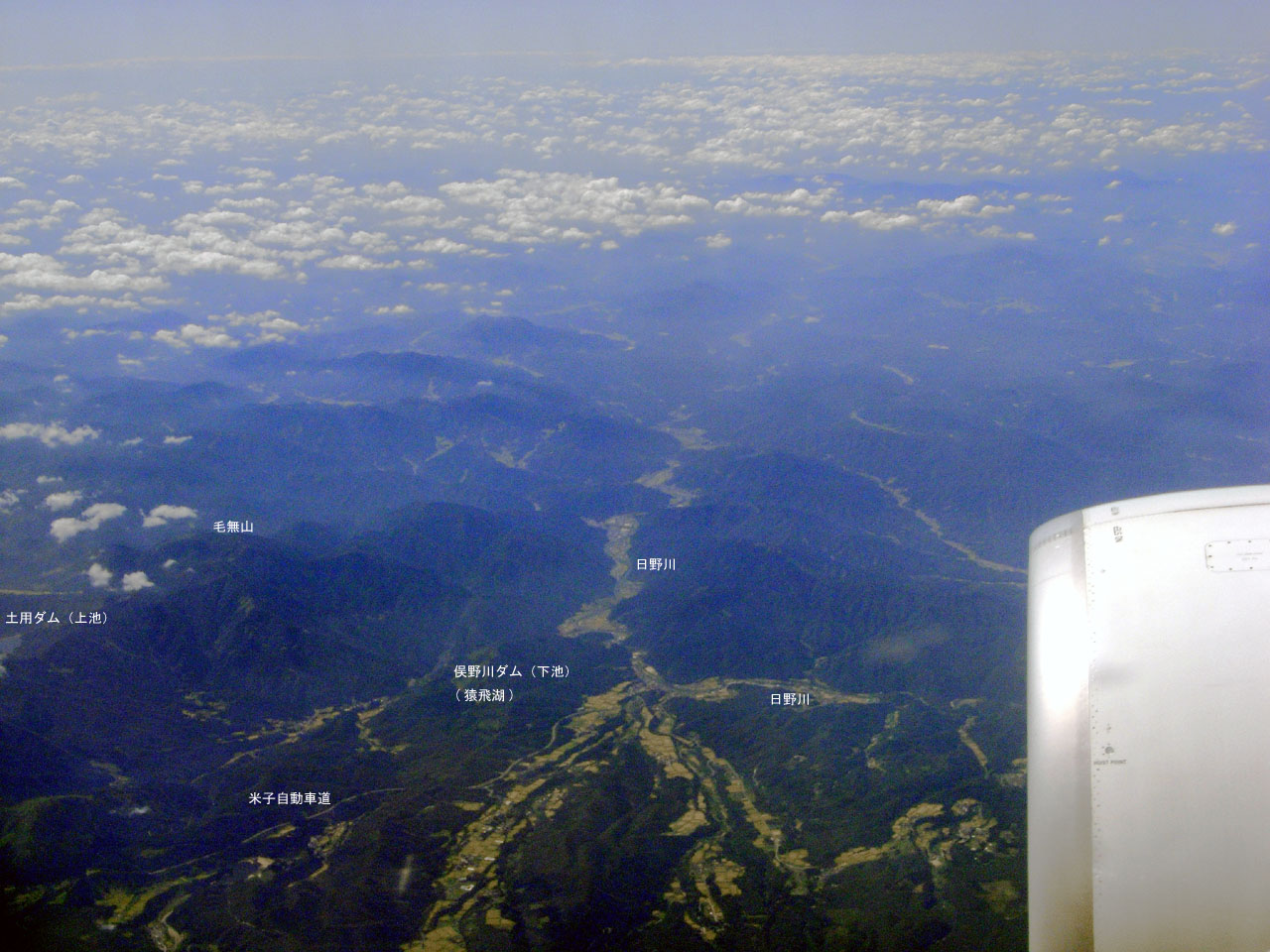
俣野川発電所空撮

俣野川ダム・土用ダムを含む俣野川発電所周辺一帯は中国山地にあってブナ林が広がる緑豊かなところである。林野庁は1995年（平成7年）、岡山県側のブナ林を水源の森百選に選定した。地域を縦断するように米子自動車道が敷かれており、江府インターチェンジから国道181号・出雲街道を日野川上流に向かい、JR伯備線・武庫（むこ）駅付近から岡山県道・鳥取県道113号上徳山俣野江府線を俣野川上流に向かって間もなく俣野川ダムである。ダム直下には俣野川ダム発電所が置かれ、河川維持放流水を利用して最大2,100キロワットの電力を発生できるようになっている。一方の土用ダムへは中国山地を越えなければならない。
中国電力は江府町に俣野川発電所ご案内ホールを開設し、発電所の模型などを展示。その建物は江府町の地域おこしのテーマ「チロルの里」にマッチしたチロル風の外観を特徴としている。開館時刻は9時から16時まで、入館無料。12月中旬から年末年始をはさんで2月末までの冬期は閉館、その他の時期は毎週月曜日が休館日となっている。